# العنف السياسي لحركة حماس في غزة 2009
العنف السياسي لحركة حماس في غزة 2009 وقع أثناء وبعد الصراع بين إسرائيل وغزة في الفترة من 2008 إلى 2009. وقعت سلسلة من أعمال العنف تتراوح بين الاعتداءات البدنية والتعذيب وإعدام الفلسطينيين المشتبه في تعاونهم مع الجيش الإسرائيلي فضلا عن أعضاء حركة فتح السياسيين. وفقا لهيومن رايتس ووتش قتل ما لا يقل عن 32 شخصا بسبب هذه الهجمات: 18 خلال النزاع و 14 بعد ذلك وتشوه عشرات الآخرين وكثير منهم بالرصاص على الساقين.

## متعاونون مشتبه بهم
كانت العديد من الهجمات ضد أشخاص يشتبه في أنهم مخبرون خلال الحرب. نفت حركة حماس علاقتها بهذه الهجمات على الرغم من أنها اعترفت بأنها كانت تقوم باعتقالات ذات صلة في محاولة لإعادة تأكيد سلطتها على غزة. وفقا لمتحدث باسم حماس فقد تم توجيه تعليمات إلى جهاز الأمن الداخلي لتعقب المتعاونين وضربهم بشدة واعتقلوا العشرات من المتعاونين الذين حاولوا ضرب حركة حماس من خلال تقديم معلومات لإسرائيل عن المقاتلين.
قال مسؤول آخر في حماس: «ربما قتل بعضهم لأنهم كانوا يتصرفون ضد السكان وضد المقاومة». نقل تقرير لصحيفة الشرق القطرية عن موسى أبو مرزوق مؤكدة أن المنظمة قد قتلت المتعاونين المعروفين.
كانت صحيفة هاآرتس الإسرائيلية ذكرت في 30 يناير أن حماس اعترضت عددا من الجواسيس الفلسطينيين الذين يعملون في غزة لصالح إسرائيل. قيل أن المعلومات التي قدمها هؤلاء الجنود إلى الجيش الإسرائيلي قد استخدمت بلا مبالاة وقد يكون ذلك قد أدى إلى تعرضهم وإعدامهم بعد ذلك.
رفضت جماعة حقوقية مقرها في رام الله الهجمات وأصدرت بيانا جاء فيه: «تم إعدام عدد من المواطنين خارج نطاق العدوان العسكري الإسرائيلي على قطاع غزة وبعده... فتحت النار على المواطنين المتضررين بالإضافة إلى ذلك قام أفراد يرتدون الزي الرسمي أو ملثمين بفتح النار على أرجل الناس وضربوا الآخرين بشدة وفرضوا اعتقالات في المنازل وهددوا بمعاقبة المواطنين مع أسرهم إذا لم يمتثلوا لها».
اتهم الصحفي الفلسطيني حيدر غانم الذي كان موظفا سابقا في منظمة بتسيلم الإسرائيلية لحقوق الإنسان بالتعاون مع إسرائيل خلال عملية الرصاص المصبوب وأعدمته حماس في 7 يناير في قطاع غزة. بحسب صحيفة جيروزاليم بوست الإسرائيلية فقد «حكمت محكمة أمن الدولة في السلطة الوطنية الفلسطينية على غانم وهو أب لطفلين بعد عقد جلستين قصيرتين فقط».

## حركة فتح
بعد أن فازت حماس بأغلبية المقاعد التشريعية خلال الانتخابات الفلسطينية عام 2006 ازدادت حدة التوتر بين حماس وفتح. في عام 2007 شارك الطرفان في نزاع عسكري حيث فازت حماس بالسيطرة على قطاع غزة وأجبرت فتح على الضفة الغربية. منذ الهجوم الإسرائيلي على غزة الذي دام 23 يوما اتهمت حماس رئيس السلطة الوطنية الفلسطينية محمود عباس بدعم إسرائيل ووصفته بأنه خائن ومتعاون.
قالت فتح أن 19 من مسؤوليها أعدموا وتعرضوا للتعذيب. قال سكان غزة أن حماس استخدمت المدارس والمباني العامة الأخرى في مدينة غزة وبلدات خان يونس ورفح كمراكز احتجاز لاستجواب أعضاء فتح. قالوا أن ثلاثة رجال عميوا أثناء الاستجواب وأصيب أكثر من 60 بالرصاص في ساقيه كعقاب. ذكر المركز الفلسطيني لحقوق الإنسان أن عناصر حماس قتلوا ستة من أعضاء فتح وأن 35 آخرين أصيبوا بالرصاص في الركبتين أو ضربوا.
أفادت رويترز أن قيادة حماس في غزة نفت الادعاءات [من فتح] لكنها قالت أن سلطات حماس بدأت في تعقب المتعاونين المشتبه بهم مع إسرائيل.

## المنشقون
شهادات من مدنيين في غزة موثقة في سياق حرب غزة تعني أن الناس لا يجرؤون على التحدث علنا ضد حماس وأولئك الذين حاولوا الاعتراض أطلق عليهم النار من قبل ناشطي حماس.